# Fasti
 For alternative betydninger, se Fasti (flertydig). (Se også artikler, som begynder med Fasti)
 Der er for få eller ingen kildehenvisninger i denne artikel, hvilket er et problem. Du kan hjælpe ved at angive troværdige kilder til de påstande, som fremføres i artiklen.

Fasti er en romersk kalender, først offentliggjort 305 f. Kr. af Gnaeus Flavius, der var skriver hos  Appius Claudius Caecus. 
Fas eller jus sacrum betegnede i Romerretten de hellige retshandlinger, dvs. de retshandlinger, der havde med guderne at gøre.
Nefas betegnede de profane retshandlinger, dvs. de retshandlinger, der ikke vedrørte det guddommelige.
Fasti havde form af en almanak med oversigt over, hvilke dage der var dies fasti, hvor de hellige retshandlinger fandt sted, og hvilke dage der var dies nefasti, hvor profane retshandlinger kunne forrettes uden at krænke guderne.
For forståelsen er det vigtigt at holde sig for øje, at religion og jura historisk har samme udspring. 